# Racu
Racu (in ungherese Csíkrákos) è un comune della Romania di 1 539 abitanti, ubicato nel distretto di Harghita, nella regione storica della Transilvania.
Il comune è formato dall'unione di 2 villaggi: Racu e Satu Nou.
Racu è divenuto comune autonomo nel 2004, staccandosi dal comune di Siculeni.
La maggioranza della popolazione è di etnia Székely.